# Đáp Nhi Ma Thất Lý

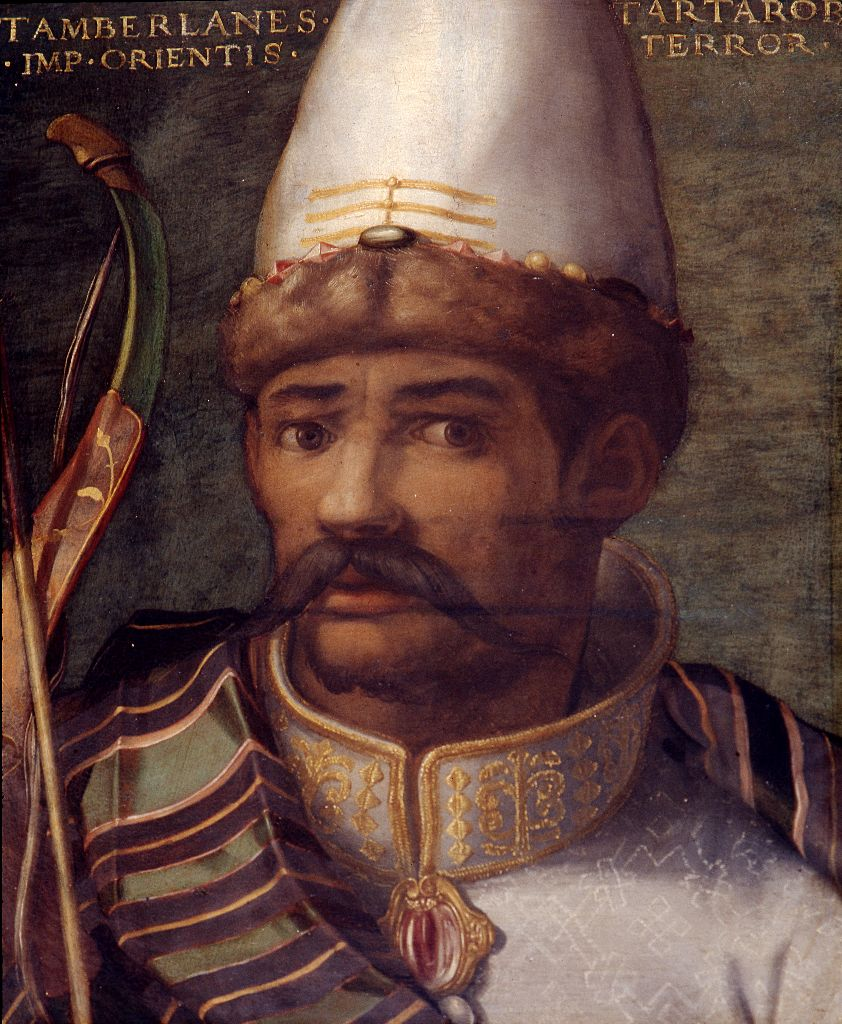
Đáp Nhi Ma Thất Lý là Hãn Älâ'ud-Dīn của Hãn quốc Sát Hợp Đài.

Đáp Nhi Ma Thất Lý（Tarmashirin，Sanh mất ？－1334） là Hãn của Hãn quốc Sát Hợp Đài theo Đô Lãi Thiếp Mộc Nhân.

## Tiểu sử
Đáp Nhi Ma Thất Lý nổi tiếng với những chiến dịch của mình ở Ấn Độ vào năm 1327 trước khi ông lên ngôi. Ông diệt hết quân đội trên đường tới Delhi. Delhi Sultan đã cống nạp một lượng lớn để giữ mạng sống. Tuy nhiên, ông không thể thành công khi xâm lược Hãn quốc Y Nhi.

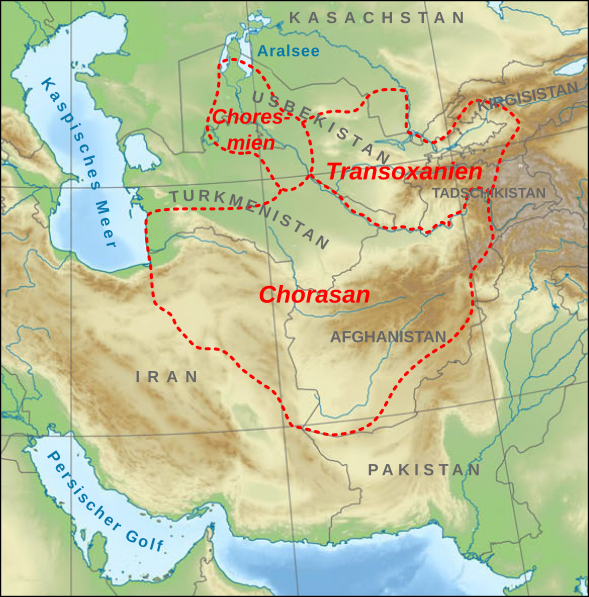
Transoxiana Lịch sử (Đông-Bắc), cùng với Khorasan (Nam) và Khwarezm (Tây-Bắc)

Ông là một trong những nhà cai trị đáng chú ý của Hãn quốc Sát Hợp Đài khi chuyển sang Hồi giáo. Ông sử dụng tên Ala-ad-din sau khi chuyển sang Đạo Hồi. Sự chuyển đổi Đạo Hồi của ông đã khiến cho giới quý tộc Mông Cổ không có cái nhìn tốt về ông, những người thuộc Tengriist và Phật giáo. Ông đã gửi thư với cống phẩm cho triều đình Nhà Nguyên. Bởi vì Đáp Nhi Ma Thất Lý ưa thích các thành phổ ở Transoxiana, Đáp Nhi Ma Thất Lý đã bị cáo buộc là bỏ đi đạo đức Mông Cổ truyền thống, Yassa, và đã bị hạ bệ sau một cuộc nổi dậy của các bộ lạc ở các tỉnh phía đông.